# Инаугурация Джеймса Мэдисона (1809)
Первая инаугурация Джеймса Мэдисона в качестве 4-го Президента США состоялась 4 марта 1809 года. Одновременно к присяге был приведён Джордж Клинтон как вице-президент США, который начал занимать второй срок на посту вице-президента. Президентскую присягу проводил Председатель Верховного суда США Джон Маршалл.
Джордж Клинтон умер через 3 года после начала исполнения обязанностей вице-президента, и должность в течение оставшегося времени оставалась вакантной, поскольку не было конституционного положения, которое позволяло бы занимать должность вице-президента; это впоследствии стало регулироваться Двадцать пятой поправкой, вступившей в силу в 1967 году.

## Церемония
Мэдисон прибыл в Капитолий 4 марта в сопровождении кавалерии Вашингтона и Джорджтауна. Он вошел в Палату представителей вместе с членами кабинета Томаса Джефферсона. Президент Джефферсон присутствовал на инаугурации и сидел рядом с Мэдисоном в передней части зала. На церемонии Мэдисон был одет в шерстяной костюм американского производства. По словам зрителей, Мэдисон сначала говорил тихо, с явной дрожью, но по мере продолжения своей речи обращался к присутствующим всё громче. 
В ходе своей речи Мэдисон обратился к нации о том, что он чувствует. Он чувствовал честь и ответственность так, как не мог выразить, когда был избран президентом. Он признал, что Соединённые Штаты являются страной с большим количеством проблем и трудностей, и это давление сильно ударило по нему. Он также упоминает, какими великими были Соединённые Штаты и как далеко они продвинулись как страна за короткий промежуток времени. Он сообщил народу, что страна пытается заключить мир и иметь хорошие отношения со всеми нациями, особенно с воюющими нациями. Мэдисон закончил свою речь с благодарностью к людям в прошлом, которые так много сделали для Соединённых Штатов, и пожелал всего наилучшего для будущего этой молодой процветающей страны.
После присяги и инаугурационной речи Мэдисон и его жена Долли Мэдисон приветствовали гостей в своём доме на Ф-стрит, где их переполняла огромная толпа. Впоследствии они посетили инаугурационный бал в отеле Лонга, чья стоимость билетов составила $4 (на сегодняшний день эквивалентно $66).